# Deiphon
Deiphon je rod phacopidních trilobitů z čeledi cheiruridae, známých ze siluru. Typový druh D. forbesii byl poprvé objeven v České republice, v Barrandienu, francouzským paleontologem Joachimem Barrandem roku 1850.
Jejich fosilie byly objeveny také ve Švédsku, Anglii, nebo v USA.

## Popis
Tito bizarní trilobiti mají velmi odlehčený trup, pleury jsou oddělené od sebe. Glabela je velká, kulatá a pokrytá bradavičnatými výrůstky (granulací), líce jsou přeměněny spíše v dlouhé ostny, zahnuté dozadu, na kterých se nachází drobné oči. Ocasní štít je ve tvaru ploutve či písmene V.
Tyto znaky některé vědce přivedly k názoru, že se jednalo o malé dravce (dorůstali délky okolo 5 cm), kteří mohli, díky odlehčenému exoskeletu a ocasnímu štítu ve tvaru ploutve, velmi dobře plavat. Uvnitř kulaté glabely se mohly nacházet buď trávicí orgány, nebo živočišný tuk či olej, který pomáhal zvířeti se nadnášet. Proto je také možné, že se tito trilobiti jen vznášeli ve vodním sloupci a jako plankton se nechávali unášet mořskými proudy. O tom svědčí také špatná hydrodynamika těla, díky které by nebyli schopni efektivně, rychle plavat. Některé znaky, jako drobné oči a velká hmatová tykadla ovšem zase poukazují spíše na to, že trilobit využíval převážně hmat, což se hodí při pohybu po mořském dně. Trnitá stavba těla mohla také sloužit jako pasivní obrana před predátory.